# トゥームストーン (マーベル・コミック)
スーパー
トゥームストーン (Tombstone)は、スパイダーマンシリーズに登場するスーパーヴィランのひとり。銃弾を弾き、極度の高温や電気にも耐性がある皮膚を持つ野心的な犯罪組織のボス、殺し屋である。

## 原作漫画
本名は、ロニー・トンプソン・リンカーン(Lonnie Thompson Lincoln)であり、アメリカで最も危険な殺人鬼の一人。
1988年発行のWeb of Spider-Man第36号で初登場を果たし、度々、スパイダーマンの前に立ちはだかってきた。
先天的なアルビノであり、ハーレムにあるアルビノだけの居住区で過ごしていたが、その頃にイジメを受け、孤独を好むようになり、やがて暴力への適性を発見する。のちにデイリー・ビューグル紙の編集長となるロビー・ロバートソンは数少ない友人の一人だったが、ロバートソンが学生新聞でロニーの脅迫のやり口を取り上げたことにより、ロニーは彼を脅迫し始め、ロバートソンは後年その事で悩まされた。
高校を出た後、ロニーは犯罪者として人生を送り始めた。すでにタフなストリートファイターだった彼は、より恐ろしい印象を与えるために、自らの歯をとがらせた。そして、トゥームストーンと名乗り、その近辺で雇うことのできる最も強い殺し屋という評判を築いた。
フェラデルフィアで密告者を殺すところを元同級生のロバートソンに目撃されたことをきっかけに、彼を再び脅迫する。ロバートソンは家族を連れてフィラデルフィアからニューヨークへ逃げるが、トゥームストーンに命を狙われたところをスパイダーマンによって救われる。
2005年には、グリーンゴブリン、エレクトロらと共に架空の犯罪組織で悪のスーパーヒーローチームシニスター・トゥエルブ（邪悪なる12人）を結成した。

## 能力
超人的なパワー
大人の中年男性を軽々と持ち上げるほどの怪力をもつ。
超人的な反射神経
近距離で銃弾を撃たれても、回避することができる。
超人的な皮膚
銃弾を弾くほど硬く、極度の高温や電流への耐性がある。
戦闘能力
超人的なパワーを扱った打撃力や遠投力の他に、絞殺を得意とする。主に素手で戦うが、銃火器の扱いにも長けている。

## 映像化

### 映画
『スパイダーマン:スパイダーバース』(2018年)
声 - マーヴィン・“クロンドン”・ジョーンズ三世、日本語吹替 - 鶴岡聡
ウィルソン・フィスク/キングピン の部下として登場。

### アニメ
- 1990年代のアニメ『スパイダーマン』ではドリアン・ヘアウッドが声を担当した。吹き替えは佐々木誠二が声を担当。
- 『スペクタキュラー・スパイダーマン』ではビッグマンとしても活動。キース・デイヴィッド、ケビン・マイケル・リチャードソンが声を担当した。吹き替えは廣田行生が声を担当。

## ゲーム
- Marvel's Spider-Man（PS4） - コーリー・ジョーンズが声を担当。吹き替えは乃村健次が担当。
- Marvel's Spider-Man 2（PS5） - コーリー・ジョーンズが声を担当。吹き替えは乃村健次が担当。